# Clara Luciani
Clara Luciani (Martigues, 10 luglio 1992) è una cantautrice francese.

## Biografia
Cresciuta a Septèmes-les-Vallons, Clara Luciani ha iniziato la sua carriera musicale nel 2011 come membro del gruppo La Femme, che ha abbandonato dopo aver contribuito vocalmente ad alcuni brani dell'album Psycho Tropical Berlin. Tra il 2015 e il 2016 ha accompagnato in tour Raphaël e ha collaborato con Nekfeu in Avant tu riais, certificato disco di diamante in Francia. Nel 2017 si è esibita con Benjamin Biolay e ha pubblicato il primo EP Monstre d'amour.
Ad aprile 2018 è uscito il primo album della cantante Sainte-Victoire, giunto in 4ª posizione della classifica francese, paese nel quale ha conseguito due dischi di platino per aver superato le 200 000 copie vendute. Contiene il singolo La Grenade, che ha ricevuto il disco di diamante. Nell'inverno successivo ha preso parte al festival musicale So Frenchy So Chic, esibendosi ad Adelaide, Melbourne, Sydney e Brisbane. Nell'ambito dei Victoires de la musique ha trionfato in due categorie tra il 2019 e il 2020.
Nel 2021 è stato messo in commercio il secondo disco di Clara Luciani, intitolato Cœur, il quale ha conquistato la prima posizione delle graduatorie della Francia e della regione vallona del Belgio, mantenendo la vetta per rispettivamente due e quattro settimane. È inoltre entrata in 3ª posizione nella Schweizer Hitparade. Il 17 marzo 2022 le è stata conferita la certificazione di doppio platino in Francia con oltre 200 000 unità equivalenti.

## Discografia

### Album in studio
- 2018 – Sainte-Victoire
- 2021 – Cœur
- 2024 – Mon sang

### EP
- 2016 – Monstre d'amour

### Singoli

#### Come artista principale
- 2017 – Pleure Clara, pleure
- 2017 – Comme toi
- 2018 – La Grenade
- 2018 – Les Fleurs
- 2018 – La Baie
- 2019 – Nue
- 2019 – Ma sœur
- 2021 – Le Reste
- 2021 – Amour toujours
- 2021 – Respire encore
- 2024 – Tout pour moi

#### Come artista ospite
- 2016 – Avant tu riais (Nekfeu feat. Clara Luciani)
- 2019 – Qu'est-ce qu'on y peut? (Pierre Lapointe feat. Clara Luciani)